# A Short Stay in Switzerland
A Short Stay in Switzerland (Brasil: Escolha de Vida) é um telefilme britânico de 2009, do gênero drama biográfico, dirigido por Simon Curtis com roteiro de Frank McGuinness para a BBC One. O filme é baseado na história de Anne Turner (Julie Walters), médica acometida por uma doença degenerativa incurável e, com o avanço da enfermidade, procura uma clínica de eutanásia na Suíça.
Por seu desempenho como a Dr. Anne Turner, Julie Walters venceu seu primeiro prêmio Emmy, além de ter recebido uma indicação ao BAFTA Awards de Melhor Atriz.

## Elenco
- Julie Walters... Dra. Anne Turner
- Stephen Campbell Moore... Edward
- Lyndsey Marshal... Jessica
- Liz White... Sophie
- Michelle Fairley... Sra. Savery
- Will Knightley... Jack
- Patrick Malahide... Richard
- Harriet Walter... Clare
- Sagar Arya... Kedar
- Anthony Shuster... Stephen
- Bruce Alexander... médico
- Christian McKay... Carsten
- Peter Foley... eletricista
- Fergus Walsh... ele mesmo
- Susan Porrett... recepcionista
- Jenny Jules... paciente
- Indira Pandit... o bebê de Sophie
- Ian Seale... neurocirurgião (não creditado)
- Philip Simon... Hans (não creditado)

## Recepção da crítica
Marina Kezen do Jornal do Brasil, escreveu que "aos 58 e mais de 35 de carreira, Julie Walters já foi amplamente aclamada por sua versatilidade. A veterana das artes cênicas é capaz de mergulhar em papéis densos como a sofrida Anne Turner, bem como dar leveza a personagens cômicos, como a maternal Molly Weasley, da milionária franquia Harry Potter."

## Prêmios
| Ano  | Prêmio                               | Categoria                 | Destinatário(s) | Resultado                   |
| ---- | ------------------------------------ | ------------------------- | --------------- | --------------------------- |
| 2009 | Emmy Internacional                   | Melhor Atriz              | Julie Walters   | Venceu[carece de fontes?]   |
| 2010 | BAFTA Awards                         | Melhor Atriz              | Julie Walters   | Indicado[carece de fontes?] |
| 2010 | BAFTA Awards                         | Melhor Série de Drama     | Escolha de Vida | Indicado[carece de fontes?] |
| 2010 | Festival de Televisão de Monte Carlo | Melhor Atriz em Telefilme | Julie Walters   | Indicado[carece de fontes?] |